# Марашки проход

Марашкият проход е планински проход (седловина) между планината Гребенец на запад и Терзийски баир на изток (части от Източна Стара планина), в община Стралджа, област Ямбол.
Дължината на прохода е 6,4 km, надморска височина на седловината – 261 m. Почти по цялото си протежение проходът следи пролома на река Мараш (десен приток на река Мочурица, от басейна на Тунджа).
Проходът свързва най-западната част на Сунгурларското поле на север с най-източната част на Сливенското поле на юг. Той започва на 3 km югозападно от село Пъдарево на 258 m н.в., след 0,5 km преодолява седловината, спуска се на юг по пролома на река Мараш и завършва на 163 m н.в. при пътния възел „Петолъчката“.
През него преминава участък от 6,4 km от първокласния Републикански път I-7 (от km 230,4 до km 236,8), Силистра – Шумен – Ямбол – ГКПП Лесово – Хамзабейли. Поради ниската си надморска височина проходът е много лесно проходим и се поддържа целогодишно за движение на моторни превозни средства.

## Топографска карта
- Лист от карта K-35-42. Мащаб: 1 : 100 000.
- Лист от карта K-35-54. Мащаб: 1 : 100 000.